# Ащерины
Ащерины (Ощерины) — русский дворянский род.
Некоторые из них служили в стольниках, дворянах московских и стряпчих.

## Известные представители
- Ощерин Афанасий Якимович — воевода в Старице (1644—1647).
- Ащерин Пётр Афанасьевич — стряпчий (1658—1676).
- Ащерин Михаил Васильевич — московский дворянин (1678).
- Ащерин Алексей Васильевич — стольник царицы Прасковьи Федоровны (1686), стольник (1687—1692).
- Ащерин Антон Петрович — стряпчий (1692).
- Ащерин Василий Михайлович — московский дворянин (1695)[1][2].